# Barry Keoghan
Barry Keoghan (Dublin, 18 oktober 1992) is een Iers acteur.

## Biografie
Barry Keoghan groeide samen met zijn broer Eric op in Summerville (Dublin). Zijn moeder was verslaafd aan heroïne. Tussen zijn vijfde en twaalfde werd hij dertien keer in een pleeggezin ondergebracht. Zijn moeder, die hij enkel op zaterdagen zag, stierf aan een overdosis toen hij twaalf was. Nadien werd hij opgevoed door zijn grootmoeder en tante.
Aanvankelijk droomde Keoghan ervan om een profvoetballer of bokser te worden. Hij is een achterneef van oud-voetballer Frank Stapleton. Pas later ontwikkelde hij een interesse in acteren. 
Hij had een relatie met de Amerikaanse actrice en zangeres Sabrina Carpenter. 

## Carrière
Op zijn achttiende volgde Keoghan een acteeropleiding aan The Factory, een school in Dublin, en verscheen hij in enkele afleveringen van de Ierse soap Fair City. Nadien had hij ook een rol in de dramaserie Love/Hate.
In 2011 maakte hij met Between the Canals zijn officieel filmdebuut. Nadien had hij ook een bijrol in het historisch drama '71 (2014). In de daaropvolgende jaren brak hij door met rollen in onder meer Mammal (2016), The Killing of a Sacred Deer (2017) en Dunkirk (2017). Daarnaast speelde hij ook mee in twee afleveringen van de succesvolle miniserie Chernobyl (2019).
In 2022 verscheen Keoghan kort in The Batman uit 2022 van Matt Reeves als de Joker, maar wordt in de aftiteling "Unseen Arkham Prisoner" genoemd.

## Filmografie

### Film
- Between the Canals (2011)
- Stalker (2012)
- King of the Travellers (2012)
- Life's a Breeze (2013)
- Stay (2013)
- '71 (2014)
- Standby (2014)
- Norfolk (2015)
- Traders (2015)
- Mammal (2016)
- Trespass Against Us (2016)
- Light Thereafter (2017)
- The Killing of a Sacred Deer (2017)
- Dunkirk (2017)
- American Animals (2018)
- Black '47 (2018)
- Calm with Horses (2019)
- Eternals (2021)
- The Batman (2022)
- Butcher's Crossing (2022)
- The Banshees of Inisherin (2022)
- Saltburn (2023)
- Bird (2024)

### Televisie
- Fair City (2011)
- Love/Hate (2013)
- Rebellion (2016)
- Chernobyl (2019)
- Top Boy (2023)
- Masters of the Air (2024)

## Prijzen en nominaties
| Film                                | Categorie                  | Uitslag      |
| BAFTA Awards                        | BAFTA Awards               | BAFTA Awards |
| ----------------------------------- | -------------------------- | ------------ |
| Calm with Horses (2019)             | Beste acteur in een bijrol | Genomineerd  |
| Independent Spirit Awards           |                            |              |
| The Killing of a Sacred Deer (2017) | Beste acteur in een bijrol | Genomineerd  |